# Roland Nforsong
Roland Tambi Nforsong (ur. 4 kwietnia 1994) – kameruński zapaśnik walczący w stylu wolnym. Zajął ósme miejsce na igrzyskach afrykańskich w 2019 i dziewiąte w 2023. Piąty na igrzyskach Solidarności Islamskiej w 2017. Siódmy na igrzyskach wojskowych w 2019. Trzeci na igrzyskach frankofońskich w 2023. Srebrny medalista mistrzostw Afryki w 2024 i brązowy w 2023 i 2025; piąty w 2017 roku. 